# Hans Cornelio
Hans Cornelius, Johannes Wilhelm Cornelius, (27 de septiembre de 1863, Múnich, - 23 de agosto de  1947, Gräfelfing) fue un filósofo alemán, psicólogo y educador que ejerció la docencia como profesor en la Universidad de Frankfurt.

## Biografía
Hijo del historiador Adolph Carl Cornelius, miembro  de la Iglesia católica antigua, un grupo de iglesias cristianas que se separó de la Iglesia católica en el siglo XIX y cuyos integrantes son llamados viejos católicos.
Padre del geólogo Hans Peter Cornelius.
En 1886 obtuvo su doctorado en química y en 1894 fue habilitado como profesor de filosofía en Múnich.
Desde 1903 profesor también en la Escuela Alemana de Artes y Oficios (Kunstgewerbeschule) de Múnich, y desde 1910 profesor de filosofía en Frankfurt, donde se retiró en 1928, habiendo influido en miembros de la futura escuela, un grupo de investigadores que se adherían a las teorías de Hegel, Marx y Freud y cuyo centro estaba constituido en el Instituto de Investigación Social, inaugurado en 1923.
Fue también pintor y escultor, viajando varias veces a Italia. Teórico de la estética  desarrolla una pedagogía del arte.

## Filósofo
Su filosofía emanaba de la teoría del conocimiento de Ernst Mach (Erkenntnistheorie) y la filosofía trascendental de Immanuel Kant (Transzendentalphilosophie), queriendo radicalizar el apriorismo kantiano empleando los mecanismos categóricos que se deducen por Kant de la unidad de la conciencia, exclusivamente a partir del análisis de lo dado inmediatamente.
Busca la clave de la unidad de la conciencia  de David Hume, logrando el éxito al plantear una nueva concepción de la naturaleza de la conciencia,  elevada a una categoría de fundamento filosófico, a mitad de camino entre el idealismo y el materialismo.
Tuvo  influencia sobre  Max Horkheimer, rector de la Universidad de Fránkfurt y Theodor W. Adorno, siendo su maestro filosófico.
Director de la tesis doctoral de Horkheimer, leída en 1922 y calificada summa cum laude  y habilitado en 1925.
La tesis de Adorno, leída en 1924, versa sobre  la fenomenología de Husserl.
Ambos compartía la teoría del Kulturpessimismus.

## Político
Muestra públicamente su oposición a la Primera Guerra Mundial y en 1918 se afilia al Partido Socialdemócrata de Alemania (SPD), planteando en los años veinte la confederación europea.

## Escritos
- Versuch einer Theorie der Existentialurteile, Munich 1894.
- Grundlagen der Erkenntnistheorie. Transcendentale Systematik, 2. Aufl., Munich 1926.
- Einleitung in die Philosophie, 2. Aufl., Leipzig, Berlín 1911.
- Kommentar zu Kants Kritik der reinen Vernunft, Erlangen 1926.
- Psychologie als Erfahrungswissenschaft, Leipzig, Berlín 1897.
- Elementargesetze der bildenden Kunst. Grundlagen einer praktischen Ästhetik, 4. Aufl., Berlín 1921 (primera edición en 1908).
- Kunstpädagogik. Leitsätze für die Organisation der künstlerischen Erziehung, Zürich 1921.
- Die Aufgabe der Erziehung, Langensalza 1928.
- Völkerbund und Dauerfriede, München 1919.
- Vom Wert des Lebens, Hannover 1923.